# Setea (film din 1961)
Setea este un film românesc din 1961 regizat de Mircea Drăgan. Rolurile principale au fost interpretate de actorii George Calboreanu, Colea Răutu, Ilarion Ciobanu, Flavia Buref, Jules Cazaban, Sandu Sticlaru, Mircea Balaban și Ion Besoiu. A primit Premiul de Argint la a doua ediție a Festivalului Internațional de Film de la Moscova.

## Distribuție
- George Calboreanu — Gavrilă Ursu, țăran chiabur din Deleni, promotorul unui mod tradițional-patriarhal de viață
- Colea Răutu — Ardeleanu, delegatul Comitatului Județean de Partid în comuna Deleni
- Ilarion Ciobanu — Mitru Moț, țăran sărac recent întors de pe front, președintele Comisiei de Împroprietărire
- Flavia Buref — Iuliana, fiica lui Gavrilă Ursu, iubita lui Mitru Moț
- Jules Cazaban — baronul Romulus Papp de Zerind, proprietarul mai multor moșii
- Sandu Sticlaru — Petre, țăran sărac, prietenul lui Mitru Moț
- Mircea Balaban — dr. Honoriu Spinanțiu, avocat cu studii la Budapesta, președintele organizației PNȚ
- Ion Besoiu — Baniciu, teroristul legionar aflat în serviciul baronului Papp
- Ștefan Ciubotărașu — badea Sofron, primarul comunei Deleni
- Vasile Tomazian — Mavă, țăranul care-l apără pe baronul Papp
- Alexandru Virgil Platon — Ezechil, fiul lui Gavrilă (menționat Virgil Platon)
- Toma Dimitriu — Gozaru, conducătorul muntenilor moțogani refugiați pe moșia baronului Papp
- George Măruță — mr. Ionașcu, pretorul fascist, omul de încredere al baronului Papp
- Eliza Petrăchescu — nevasta lui Gavrilă
- Constantin Țăpârdea — Picu, fratele nelegitim al lui Gavrilă, unchiul lui Ezechil (menționat Constantin Țăpărdea)
- Nae Ștefănescu — șeful postului de jandarmi din comuna Deleni
- Amza Pellea — Adam Adam, țăran sărac
- Lazăr Vrabie — Crișan, prim-secretarul organizației județene a PCR
- Elisabeta Preda — nevasta lui Petre
- Draga Olteanu Matei — Catița, țărancă văduvă și săracă (menționată Draga Olteanu)
- Mihai Mereuță — Avram Iancu, muntean moțogan
- Ernest Maftei — țăranul bătăios
- Mircea Constantinescu — Meleuță
- Nucu Păunescu — Melinte, plutonier de jandarmi, comandantul unității care păzește clădirea Preturii
- Mihai Vasile Boghiță — Ion Brad, muntean moțogan (menționat Vasile Boghiță)
- Adrian Grigoriu — feciorul lui Mavă
- Paul Sava — Stancu, mecanicul comunist ucis în Gara Tărnauți
- Simion Negrilă — Marcu, fiul lui Gavrilă
- Dem Savu — Adam, fiul lui Gavrilă (menționat Dem. Savu)
- Benedict Dabija — David, fiul lui Gavrilă
- Sabin Făgărășanu — Isaia, fiul lui Gavrilă
- Dumitru Furdui — Iosif, țăran sărac
- Rozalia Avram — nevasta lui Marcu
- Maria Marselos — nevasta lui David
- Tatiana Tereblecea — nevasta lui Adam
- Georgeta Răutu — nevasta lui Isaia
- Victorița Dobre — Măriuța Avram, țărancă văduvă și săracă
- Ludmila Petrov — văduva lui Miron
- Puica Stănescu — nevasta lui Sofron
- Costin Popescu — membru al grupului lui Baniciu
- Traian Petruț — membru al grupului lui Baniciu
- Ion Porsilă — membru al grupului lui Baniciu
- George Cărare — toboșarul comunei Deleni

## Primire
Filmul a fost vizionat de 4.524.604 de spectatori la cinematografele din România, după cum atestă o situație a numărului de spectatori înregistrat de filmele românești de la data premierei și până la data de 31.12.2014 alcătuită de Centrul Național al Cinematografiei.